# August Scheler
August Scheler (* 6. April 1819 in Ebnat SG; † 16. November 1890 in Ixelles/Elsene) war ein Schweizer Linguist.

## Leben
Scheler studierte an den Universitäten Erlangen, Bonn und München. Mit zwanzig Jahren ließ er sich als Privatdozent in Brüssel nieder. Dort avancierte Scheler 1853 zum königlichen Bibliothekar, das aber mehr ein Ehren- als ein Arbeitstitel war.
1876 berief man Scheler als Prof. der allgemeinen Sprachlehre an die Universität (Brüssel), und 1884 nahm ihn die Königliche Akademie der Wissenschaften und Schönen Künste von Belgien als ordentliches Mitglied auf. Neben seiner Tätigkeit als Dozent war Scheler die Veröffentlichung zahlreicher altfranzösischer und altprovençalischer Werke ein großes Anliegen. U.a. führte er das „Etymologischem Wörterbuch der romanischen Sprachen“ von Friedrich Christian Diez und das „Dictionnaire étymologique de la langue wallone“ von Charles Grandgagnage weiter.
Im Alter von über siebzig Jahren starb Scheler 1890.

## Werke (Auswahl)
- Dictionnaire d'Étymologie française. Muquardt, Brüssel 1888
- Dictionnaire etymologique de la langue wallone. Muquardt, Brüssel 1880 (begründet von C. Grandgagnage)
- Etymologisches Wörterbuch der romanischen Sprachen. 4. Auflage. Begründet von Friedrich Christian Diez. Bonn 1887 (Neudruck: Olms, Hildesheim 1969)
- Exposé des lois qui régissent la transformation française des mots latins. Muquardt, Brüssel 1875
- Glossaire érotique de la langue française. Edition de Paris, Paris 2004, ISBN 2-84621-058-6 (Repr. d. Ausg. Brüssel 1876)
- Glossaire roman-latin du XV. siècle. Buschmann, Antwerpen 1865
- Trouvères belges du XIIe au XIVe siècle. Closson, Brüssel 1876